# Thelymitra xanthotricha
Thelymitra xanthotricha är en orkidéart som beskrevs av Jeffrey A. Jeanes. Thelymitra xanthotricha ingår i släktet Thelymitra och familjen orkidéer. Inga underarter finns listade i Catalogue of Life.